# Agence de l'eau Loire-Bretagne
L'agence de l'eau Loire-Bretagne est un établissement public du ministère de la transition écologique et solidaire et l'une des six agences françaises chargées de la lutte contre la pollution et de la protection des milieux aquatiques. Elle exerce ses missions principalement sur le territoire du bassin versant de la Loire ainsi que sur les bassins de la Vilaine et des côtiers bretons, sur les bassins côtiers vendéens et du Marais poitevin et sur 2 600 km de côtes.

## Missions de l'agence
Les missions de l'agence sont de réduire les sources de pollution ; de gérer la ressource en eau et satisfaire les usages de l’eau ; de préserver les rivières, les cours d’eau, les marais, les zones côtières ; de surveiller l’état des eaux du bassin Loire-Bretagne et de partager cette connaissance.
Élaboration du schéma directeur d’aménagement et de gestion des eaux (SDAGE) : les agences de l'eau ont la mission d'élaborer le Schéma directeur d'aménagement et de gestion des eaux, et de créer des schémas d'aménagement et de gestion des eaux (un par bassin-versant) qui en découlent. Le Sdage décrit la stratégie pour retrouver un bon état de toutes les eaux, cours d’eau, plans d’eau, nappes et côtes. Il est accompagné d’un programme de mesures concrètes pour atteindre les objectifs fixés. Adopté après une concertation et consultation publique, le Sdage est en vigueur pour une durée de 6 ans. Le 10e programme de l’agence de l’eau couvre la période 2013-2018.

## Structure  et organisation

### Délégations régionales
L’agence de l’eau Loire-Bretagne comprend 5 délégations : Allier-Loire amont, Centre-Loire, Poitou-Limousin, Maine-Loire-Océan et Armorique.
- La délégation Allier-Loire amont pour les bassins hydrographiques de l’Allier et de la Loire jusqu’à leur confluence.
- La délégation Centre-Loire couvre les départements  du Cher, de l’Indre, l’Indre-et-Loire, le Loir-et-Cher et les parties sud de l’Eure-et-Loir et du Loiret.
- La délégation  Poitou-Limousin pour  les bassins des affluents de la Loire dans la région Nouvelle-Aquitaine (départements de la Vienne, de la Haute-Vienne, des Deux-Sèvres, de la Charente, de la Creuse, de la Corrèze et le nord de la Charente-Maritime).
- La délégation Maine-Loire-Océan pour les départements de la Mayenne, une partie de la Manche, l'Orne, la Sarthe, le Maine-et-Loire, la Loire-Atlantique et la Vendée).
- La délégation Armorique pour quatre départements : Le Finistère, les Côtes-d'Armor, le Morbihan et l'Ille-et-Vilaine)

### Conseil d'administration
L’agence est dirigée par un conseil d'administration de 35 membres : 11 représentent des collectivités (élus par le collège des collectivités du comité de bassin) ; 11 représentent les usagers (élus par le collège des usagers du comité de bassin)
 ; 11 représentent l’État ; un représente le personnel de l’agence ; le président, nommé par décret du président de la République. Marie-Hélène Aubert a été nommé présidente par décret du 13 novembre 2017
.

### Direction et moyens humains
Le directeur de l'agence   est  Martin Gutton, ingénieur général des ponts, des eaux et des forêts. L'agence emploie 321 collaborateurs.

## Budget
Les aides qu’accorde l’agence de l’eau sont financées par les redevances acquittées par les différents utilisateurs de l’eau. Ces redevances résultent de la loi sur l'eau. Le budget 2016 fait apparaître 382 millions d’euros de recettes (essentiellement  les redevances encaissées : 357 millions d’euros). Les dépenses comprennent  en particulier les aides, subventions et avances, pour 261 M€, dont lutte contre la pollution : 144 M€  et gestion des milieux : 107,51 M€.